# 伊那町
伊那町（いなまち）は長野県上伊那郡にあった町。
現在の伊那市北西部にあたる。本項では町制前の名称である伊那村（いなむら）（第2次）についても述べる。

## 地理
- 河川：天竜川、小黒川、三峰川、小沢川、棚沢川

## 歴史
- 1889年（明治22年）4月1日 - 町村制の施行により、伊那部村・伊那村（第2次）・福島村の区域をもって伊那村（第3次）発足。
- 1897年（明治30年）10月15日 - 伊那村が町制施行して伊那町となる。
- 1954年（昭和29年）4月1日 - 富県村・美篶村・手良村・東春近村・西箕輪村と合併して伊那市が発足。同日伊那町廃止。

## 交通

### 鉄道路線
- 日本国有鉄道
  - 飯田線
    - 伊那町駅（現・伊那市駅） - 伊那北駅

### 道路
- 国道153号

現在は旧町域に中央自動車道の小黒川パーキングエリアが所在するが、当時は未開通。